# U–192
Az U–192 tengeralattjárót a német haditengerészet rendelte a brémai AG Wessertől 1940. november 4-én. A hajót 1942. november 16-án vették hadrendbe. Egy harci küldetése volt, amelyen hajót nem süllyesztett el.

## Pályafutása
Az U–192 első és egyetlen járőrútjára 1943. április 13-án Kielből futott ki, parancsnoka Werner Happe volt. Izlandtól délre haladt el az Atlanti-óceán északi része felé.
Május 6-án a brit HMS Loosestrife korvett megtámadta a tengeralattjárót a Farvel-foktól délre, és mélységi bombákkal elsüllyesztette. A legénység valamennyi, 55 tagja odaveszett.

## Kapitány
| Név          | Kezdőnap           | Zárónap        |
| ------------ | ------------------ | -------------- |
| Werner Happe | 1942. november 16. | 1943. május 6. |

## Őrjárat
| Indulás | Indulónap         | Érkezés | Zárónap        |
| ------- | ----------------- | ------- | -------------- |
| Kiel    | 1943. április 13. | *       | 1943. május 6. |

* A tengeralattjáró nem érte el úti célját, elsüllyesztették